# Matjaž Vrhovnik
Matjaž Vrhovnik, slovenski alpski smučar, * 6. maj 1972, Ljubljana.
Vrhovnik je za Slovenijo nastopil na Zimskih olimpijskih igrah 1998 v Naganu, kjer je nastopil v slalomu in zasedel 17. mesto. V svetovnem pokalu je zmagal na eni tekmi. Po končani karieri je postal strokovni športni komentator med prenosi moškega alpskega smučanja na RTV Slovenija. 

## Dosežki v Svetovnem pokalu

### Zmage (1)
| Št. | Sezona  | Datum            | Prizorišče | Država | Disciplina |
| --- | ------- | ---------------- | ---------- | ------ | ---------- |
| 1.  | 1999-00 | 20. februar 2000 | Adelboden  | Švica  | slalom     |

### Skupna razvrstitev
| Sezona | Diciplina | #  |
| ------ | --------- | -- |
| 2000   | slalom    | 3. |